# Henry Cros

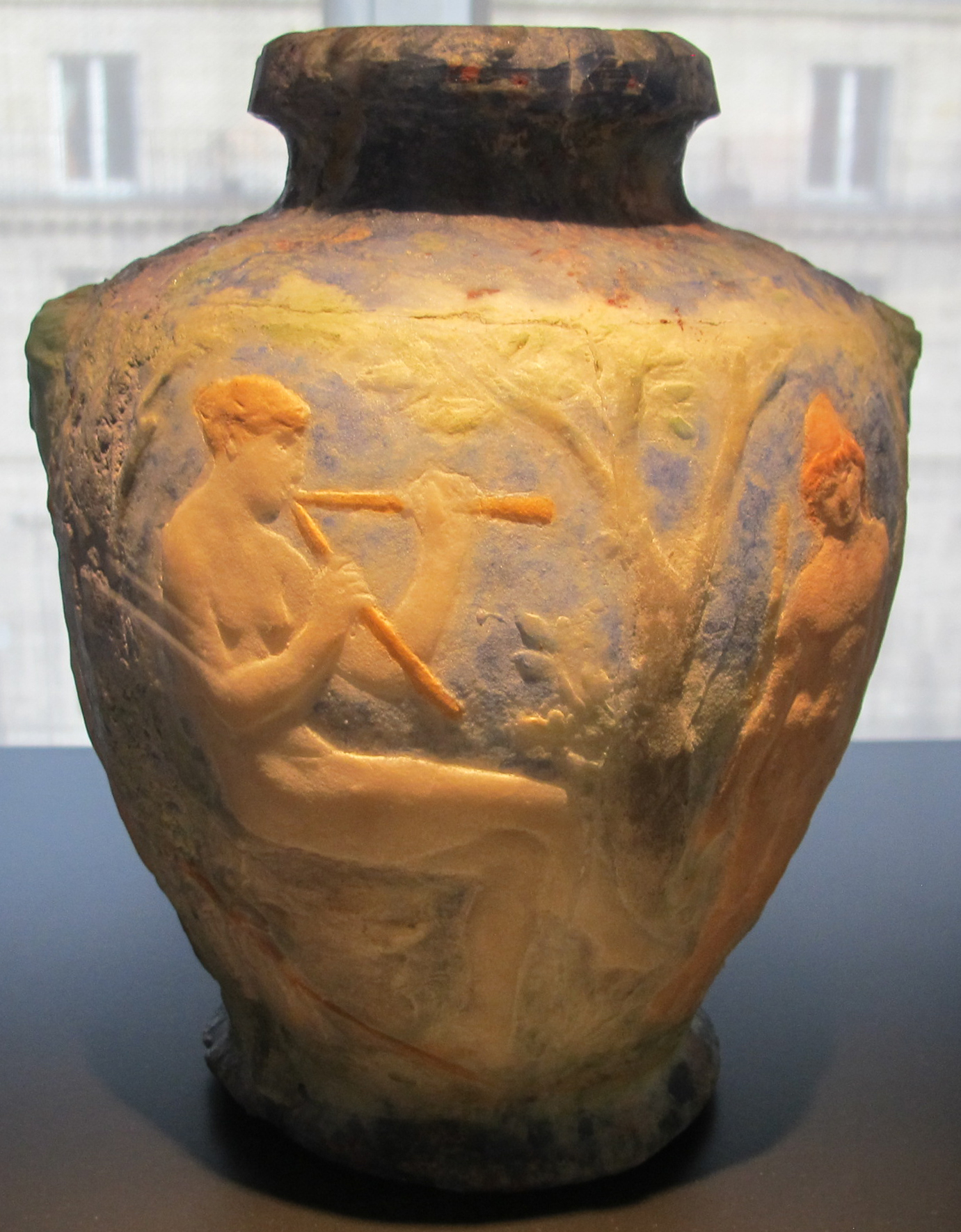
Vase Pastorale (1895-1900 ca.), Musée des Arts Décoratifs, Paris

Henry Cros, (1840 en Narbona -1907 en Sèvres), fue un escultor francés, hermano del poeta Charles Cros. Desarrolló la técnica moderna de pasta de vidrio. Su obra, encuadrada dentro del estilo Modernista, estuvo inspirada en temas de la antigüedad europea. Trabajó en la Fábrica Nacional de Sevres.

## Obras
Entre sus obras más conocidas se encuentran:
- La musa Urania - La Muse Uranie, pintura, encargada en 1880 por 2000 francos para el Museo de las Artes Decorativas;
- Florero Pastoral - Vase pastorale (hacia 1895-1900), donado al Museo de las Artes Decorativas en 1919;[2]
- Fuente de hielo y el sol - La Source gelée et le soleil, bajorrelieve en pasta de vidrio, comprado en 1881, depositado en el museo Adrien Dubouché ( Limoges );

- La vidriería de la antiguedad - La Verrerie antique, bajorrelieve de vidrio, adquirido en 1881,depositado en el museo Adrien Dubouché ( Limoges );
- El hijo de Ariane - le Fil d'Ariane, bajorrelieve de vidrio, adquirido en 1881,depositado en el museo Adrien Dubouché ( Limoges );
- Navier (busto de Henri Navier ), se conserva en el museo de Dijon en 1899;
- Rémy Belleau (busto de Rémy Belleau ), encargado por 2,400 francos en 1879 para el Museo de Nogent-le-Rotrou;
- Isabel de Baviera (1875), busto en cera pintada, se conserva en el Musée de Orsay;
- Retrato de José María de Heredia;;[4]
- cabeza de mujer - Tête de femme;[4]
- Desnudo, mujer de rodillas - Femme nue à genoux;[4]
- Madame Henry Cros,, nacida Marie-Louise Catherine Bernard, pintora, mujer del artista.[4]

### Obras expuestas en elSalón de París
Algunas de las obras expuestas a lo largo de los años durante la feria anual organizada por el Ministerio de Educación, Cultura y Bellas Artes:
- 1873: El premio del torneo - Le prix du tournoi, bajorrelieve de cira, encargado por 3000 francos para el Museo Calvet de Aviñón;
- 1875: Voltaire, busto en mármol, encargado por 2.400 francos para la Escuela Normal;
- 1880: Las druidas - Les Druidesses, bajorrelieve en mármol, visible en el museo de Soissons;
- 1882: Gitana de los Pirineos - Gitane des Pyrénées, buste en terre cuite colorée; 1882:, de color terracota del busto;
- 1894: La Historia del Agua - L'histoire de l'Eau, fuente de pared, bajorrelieve en vidrio fundido.